# Теодор Жерико
Жан Луи Андре Теодо̀р Жерико̀ (на френски: Jean-Louis-André-Théodore Géricault), по-известен само като Теодор Жерико, е френски живописец и литограф. Макар че умрял съвсем млад, той е един от пионерите на романтизма.

## Биография

### Ранни години
Теодор Жерико е роден на 26 септември 1791 в град Руан. Там той изучава традиционното английско изкуство при Карл Верне и класическите композиционни фигури при Пиер-Нарцис Гуерин. За кратко време е ученик на Клод Верне и Пиер Герен. Те в началото го упрекват, че не приема принципите на школата на Давид, но по-късно приемат рационалистичния му подход. Жерико скоро напуска класната стая, като предпочита да учи в Лувъра, където (от 1810 до 1815 г.) копира картини на Рубенс, Тициан, Веласкес и Рембранд. През този период в Лувъра той открива липсващата на неокласицизма виталност. Голяма част от времето си прекарва във Версай, където натрупва знанията си за анатомията и движенията на конете.

### Успехът
Първата му голяма творба е „Атакуващият хусар“, изложена на Парижкия салон през 1812 г. В нея се забелязва влиянието на стила на Рубенс и интереса към представянето на съвременни теми. Този младежки успех е последван от промяна в посоката – през следващите няколко години Жерико рисува серия малки картини на коне и кавалеристи. Той излага „Раненият кирасир“ на Салона през 1814 г. – трудна творба, която не е толкова добре приета. Разочарован, художникът постъпва в армията и за известно време служи в гарнизона на Версай. През следващите две години той започва изучаване на конструкцията и композицията на човешката фигура, които свидетелстват за склонност към драматизъм.
Заедно с леля си предприема пътуване до Флоренция, Рим и Неапол (1816 – 17), подтикнат от желанието си да избяга от романтичното задръстване. По това време се заражда интересът му към Микеланджело. Рим вдъхновява подготовката на монументални платна – „Надпреварата на конете на Барбери“ представлява епична композиция и абстрактна тема, която обещава да бъде „без паралел в своето време“. Жерико не завършва картината и се завръща във Франция. През 1821 г. той рисува „Надбягване в Ипсъм“.

### Потъването на „Медуза“
Жерико периодично се връща към военните теми от ранните си картини и серията военни литографии, която започва след завръщането си от Италия и е смятана за един от ранните върхове в това изразно средство. Вероятно най-значимата му и определено най-амбициозна творба е "Потъването на „Медуза“" (1818 – 1819), която изобразява последиците от съвременното корабокрушение на френския кораб „Медуза“, при което капитанът остава екипажа и пътниците да се удавят. Инцидентът се превръща в скандал и драматичната интерпретация на Жерико представя трагедията по монументален начин. Известността на картината идва от обвинението в корупция, но и драматизираната вековна тема за борбата между човека и природата. Тя със сигурност възбужда въображението на младия Йожен Дьолакроа, който позира за една от умиращите фигури.
Класически изобразените фигури и структура на композицията са в контраст с необуздаността на темата и създават важен мост между неокласическия и романтичния стил. Картината смесва много влияния: „Страшният съд“ на Микеланджело, грандиозния подход към съвременните събития на Антоан Жан Гро, групирането на фигурите на Хенри Фусели и може би „Уотсън и акулата“ (1778) на Джон Копли.
Картината разпалва политическите страсти, първо, когато е изложена в Парижкия салон през 1819 г., и след това през 1820 г., когато заедно с автора си заминава за Англия, където получава висока оценка. Докато е в Лондон, Жерико се сблъсква с градската бедност и прави рисунки на нещата, които са го впечатлили. След това публикува литографии на основата на тези рисунки, които са лишени от всякаква сантименталност. В тях се усеща силното влияние на литографа и карикатурист Никола-Тусен Шарле.

### Късни творби
След завръщането си във Франция през 1821 г. Жерико е вдъхновен да рисува серия от десет портрета на един луд пациент на своя приятел д-р Етиен Жан Жорже, като всеки портрет представя различно нещастие. Запазени са само пет портрета от тази поредица, включително „Лудата жена“. Картините се отличават с виртуозен стил, изразителен реализъм и с документирането на психическите проблеми на индивида, което става още по-трогателно, като се има предвид лудостта в семейството на Жерико, както и собственото му психическо здраве. На Жерико се приписват и няколко забележителни натюрморта с отрязани глави и крайници.
Последните усилия на Жерико са насочени към подготвителни скици към няколко епични композиции, включително „Отваряне на портите на испанската инквизиция“ и „Африкански търг за роби“. Тези рисунки свидетелстват за голяма амбиция, но влошаващото се здраве на художника му попречва да ги завърши. Преждевременната му смърт не му позволява да нарисува и „Отстъплението на французите от Русия през 1812“.

### Смърт
Отслабнал от инцидент при езда и хронична туберкулозна инфекция, Жерико умира в Париж през 1824 г. след продължително боледуване. Бронзовата статуя на гроба му в Пер Лашез е облегната с четка в ръка над барелеф на „Потъването на „Медуза“".

## Галерия
- „Конен офицер от императорската гвардия в атака“ (1812)
- „Раненият кирасир“ (1814)
- „Потъването на „Медуза““ (1819)
- „Надбягване в Ипсъм“ (1821)
- Смъртната маска на Жерико
- Паметник на Антонин Етекс на гроба на Жерико